# Fuligo cinerea
Espèce
Fuligo cinerea est une espèce de champignons myxomycètes.